# 538
538 (DXXXVIII) var ett normalår som började en fredag i den julianska kalendern.

## Händelser

### Mars
- 12 mars – Ostrogoternas kung Witiges upphör med sin belägring av Rom och retirerar till Ravenna samt lämnar staden i händerna på den bysantinske generalen Belisarius. Den sista Ariusmakten i väst har därmed besegrats, och all västkristendom kommer under påvens makt.

### Okänt datum
- Gabrán mac Domangairt blir kung av Dál Riata.
- Kofuneran avslutas med Asukaperioden, den andra delen av Yamatoperioden i Japan börjar.
- Buddhismen införs formellt i Japan (enligt vad vissa beräkningar, se även 552).

## Födda
- Kejsar Bidatsu av Japan
- Gregorius av Tours, biskop och historiker (död 594)
- Zhiyi, de facto-grundare av Tiantai-buddhismen

## Avlidna
- 8 februari – Sverios, patriark av Antiochia vid Orontes.
- 20 juni – Silverius, påve 536–537 (död denna dag eller 2 december året innan).
- Comgall mac Domangairt, kung av Dál Riata.